# Hans Verreyt
Hans Beatrijs Herman Verreyt (Antwerpen, 23 juli 1980) is een Belgisch Vlaams-nationalistisch politicus voor Vlaams Belang.

## Levensloop
Verreyt bracht zijn jeugd door in het landelijke Lint en verhuisde in 2005 naar Boom. Als kind was hij actief bij het Vlaams Nationaal Jeugdverbond (VNJ).
Na het behalen van zijn getuigschrift hoger secundair onderwijs, was Verreyt van 2000 tot 2001 webdesigner bij Interactiongroup. Vervolgens werkte Verreyt van 2001 tot 2019 als parlementair medewerker voor de Vlaams Blok- en daarna de Vlaams Belang-fractie in het Vlaams Parlement. Ook was hij van 2011 tot 2019 zaakvoerder van een drukkerij.
In zijn studententijd was hij actief in de Nationalistische Studentenvereniging (NSV). Al snel nam hij daar het praesesschap van de Antwerpse afdeling op, van 2001 tot 2004 was hij ook nationaal voorzitter van de NSV. Op 11 september 2004 wordt hij verkozen tot nationaal voorzitter van de Vlaams Blok Jongeren (VBJ), zo kwam hij ook in het partijbestuur van het Vlaams Blok terecht. De Vlaams Blok Jongeren veranderde, net zoals de partij, van naam na de definitieve veroordeling in november 2004. Vanaf dan was hij tot 11 oktober 2009 voorzitter van de Vlaams Belang Jongeren, waarna Barbara Pas hem opvolgde.
Sinds de verkiezingen van oktober 2006 is hij gemeenteraadslid van Boom. Ook was hij van 2007 tot 2012 politieraadslid in de zone Rupel, hetgeen hij sinds 2025 opnieuw is.
Nadat hij verschillende keren tevergeefs deelnam aan parlementsverkiezingen, werd Verreyt in mei 2019 voor Vlaams Belang verkozen tot lid van de Kamer van volksvertegenwoordigers voor de kieskring Antwerpen. Hij werd er ondervoorzitter van de commissie Werk, Sociale Zaken en Pensioenen. Ook zetelde hij van 2019 tot 2024 als afgevaardigde in de Raadgevende Interparlementaire Beneluxraad.
Bij de federale verkiezingen van juni 2024 werd hij niet herkozen. Vervolgens werd Verreyt door zijn partij aangeduid om als gecoöpteerd senator zitting te nemen in de Senaat. Tevens is hij sinds juli 2024 hoofd organisatie bij het Vlaams Belang.